# Kari Kriikku
Kari Kriikku (né le 29 avril 1960 à Ylistaro) est un clarinettiste classique finlandais.

## Biographie
Il a étudié à l'Académie Sibelius à Helsinki, puis avec Alan Hacker en Angleterre ainsi qu'avec Leon Russianoff et Charles Neidich (en) aux États-Unis.
Se concentrant sur la musique contemporaine, Kriikku est le principal interprète scandinave d'œuvres pour clarinette de compositeurs tels que Magnus Lindberg, Vinko Globokar, Kaija Saariaho, Jukka Tiensuu, Jouni Kaipainen, Kimmo Hakola (en), Esa-Pekka Salonen, Pawel Szymianski, Eero Hämeenniemi  et Usko Meriläinen (en). Il a interprété le concerto pour clarinette Puro de Tiensuu plus de 50 fois dans sa carrière.
Il crée en 2010 la pièce D'om le vrai sens de Kaija Saariaho avec l'Orchestre symphonique de la radio finlandaise dirigé par Sakari Oramo. Il crée également le concerto pour clarinette d'Unsuk Chin (2014) avec l'Orchestre symphonique de Göteborg dirigé par Kent Nagano, et le tourne avec de nombreux orchestres (New York Philharmonic dirigé par Alan Gilbert, le WDR Sinfonieorchester, l'Orquesta Sinfonica de Barcelona et l'orchestre Philharmonia de Londres avec Nicholas Collon, ...).
Kriikku est également chambriste et il a joué, notamment, avec le quatuor Arditti, le quatuor Uusi Helsinki, le quatuor Avanti!, le quatuor Borodine et également avec des musiciens comme Natalia Gutman, Alexei Lubimov et Youri Bashmet.
En plus des enregistrements de musique contemporaine, ceux des concertos de Carl Maria von Weber et de Bernhard Crusell ont été salués dans le monde entier (le CD Weber a été élu "meilleur enregistrement jamais réalisé" par Classic CD et BBC Music Magazine). En 2006, son enregistrement du Concerto pour clarinette (en) de Magnus Lindberg (2002) a remporté le prix du BBC Music Magazine et le Gramophone Award.
Kari Kriikku est un des membres fondateurs de l'Orchestre de chambre Avanti! (en) et est devenu son directeur artistique depuis 1998.
Il a été lauréat en 2009 du Prix musical du Conseil nordique : le comité du prix a écrit à son propos: « Kari Kriikku est un virtuose extraordinaire de la clarinette. Son jeu est caractérisé par la flexibilité et la joie d'un musicien positif - c'est un musicien dans le meilleur sens du terme. » Fin 2015, il part en tournée avec l'Orchestre symphonique de Nouvelle-Zélande sous la direction du chef péruvien invité Miguel Harth-Bedoya (en).
Kari Kriikku joue sur une clarinette modèle RC Prestige de la maison Buffet Crampon.

## Discographie sélective
Kari Kriikku a enregistré une vingtaine de CD, essentiellement consacrés à la musique contemporaine.
- The Virtuoso Clarinet - Kari Kriikku avec  Avanti Chamber Orchestra (Performer), (label Finlandia FACD366, 1989) :
  - Magnus Lindberg (Ablauf; Linea d'ombra)
  - Esa-Pekka Salonen (Meeting)
  - Olli Koskelin (Exalté)
  - Iannis Xenakis (Anaktoria)
  - Franco Donatoni (Clair)
  - Claudio Ambrosini (Capriccio, detto l'Ermafrodita)

- Carl Maria von Weber, Concertos pour clarinette n° 1 & 2, Concertino, Clarinet Quintet, avec Kari Kriikku, Finnish RSO, Sakari Oramo, (Label Ondine – ODE 895-2, 1997)